# Rudbar (stad i Iran)
Rudbar (persiska: رودبار) är en stad i Iran. Den ligger i provinsen Gilan, i den nordvästra delen av landet, 183 meter över havet. Rudbar hade 10 926 invånare vid folkräkningen 2011.
Staden är administrativt centrum för delprovinsen (shahrestan) Rudbar.